# Thomas Paine
Thomas Paine (født 29. januar 1737, død 8. juni 1809) var en engelsk-amerikansk kritisk skribent, der udfordrede magthaverne. Hans bog Common Sense (Sund fornuft), som opfordrede til amerikansk selvstændighed, dannede grundlag for den amerikanske uafhængighedserklæring sammen med hans Crisis. Et værk, som yderligere bidrog til hans ry som en af historiens største politiske propagandister, var Rights of Man, skrevet i England 1787-90. Den er et forsvar for den franske revolution og de republikanske tanker og et angreb på monarki og enevælde.
Paines radikale synspunkter stødte de etablerede magthavere og medførte en sigtelse fra det britiske styre. Paine måtte hastigt fortrække til Frankrig. Selv om han her aktivt støttede den franske revolution, modsatte han sig henrettelsen af den franske konge Ludvig 16., Amerikas ven, og blev fængslet. Under sit et år lange indespærring færdiggjorde Thomas Paine The Age of Reason, en kritisk fremstilling af den ortodokse kristendoms rolle i samfundet, og han føjede dermed kirken til sine forfølgere. Thomas Paine havde en enorm skriftlig gennemslagskraft.

## Tidlige liv i England
Thomas Paines far var kvæker, og hans moder var af anglikansk trosretning. Hans formelle uddannelse var sparsom, lige akkurat nok til at han lærte at læse, skrive og regne. Som 13-årig begyndte han at arbejde hos sin far som korsetmager og prøvede siden flere andre fag uden held, før han endelig blev ansat i toldvæsenet, hvor hans opgave var at opspore smuglere og opkræve skat og afgift på alkohol og tobak. Lønnen var utilstrækkelig til at dække hans leveomkostninger, men han brugte en del af den til bøger og videnskabelige apparater.
Paines liv i England var præget af adskillige fiaskoer. Han havde to kortvarige ægteskaber og havde ikke større succes med sine ansættelser. Han blev afskediget fra toldvæsenet i 1772 efter at have udgivet en skarp kommentar om, at en lønstigning var den eneste måde at stoppe korruptionen i tjenesten på.
Da hans situation så allermest håbløs ud, traf han Benjamin Franklin, som anbefalede ham at søge lykken i Amerika og gav ham et introduktionsbrev.

## Livet i Amerika
Paine ankom til Philadelphia 30. november 1774. Hans første egentlige stilling var som redaktionsassistent på Pennsylvania Magazine. Han skrev talrige artikler og nogle få digte og udgav dem anonymt eller pseudonymt. En af artiklerne var African Slavery in America, en skarp fordømmelse af den afrikanske slavehandel, som han signerede "Justice and Humanity." (Retfærdighed og Menneskelighed).
Paine kom til Amerika, da konflikten mellem kolonisterne og England var på sit højeste. Efter at der var udgydt blod under slaget ved Lexington og Concord 19. april 1775, plæderede Paine for, at Amerika ikke kun skulle gøre oprør mod beskatningen, men også kræve uafhængighed. Han beskrev sine ideer i Common Sense fra januar 1776. Den 50 sider store pamflet blev solgt i mere end 500.000 eksemplarer på få måneder. Mere end nogen anden publikation banede Common Sense vejen for Uafhængighedserklæringen, enstemmigt vedtaget 4. juli 1776.
I den følgende krig fungerede Paine som frivillig assistent for general Greene. Hans store bidrag til patriotismen var de 16 "Crisis" (vendepunkt) skrifter trykt mellem 1776 og 1783, hver især underskrevet "Common Sense." "The American Crisis. Number I," som kom 19. december 1776, mens George Washingtons hær var ved at falde fra hinanden, begyndte med dette flammende opråb: "Disse er tider, der prøver mænds sjæle," og Washington lod dette flyveblad læse for alle soldaterne i Valley Forge. Paines åbenmundethed kostede ham posten som sekretær i Komiteen for Udenlandske Affærer i 1779, en plads han havde haft siden 1777. Paine blev nødt til at citere fra hemmelige dokumenter for at dokumentere sine beskyldninger mod et vist kongresmedlem. Fejen kostede Paine hans lønnede plads i komiteen.
Thomas Paines akutte behov for en fast indtægt blev imødekommet, da han tiltrådte som assistent for Pennsylvanias Generalforsamling november samme år. Her lagde han mærke til, at de amerikanske revolutionære tropper var ved at miste gejsten på grund af manglende betaling og forsyninger. Paine brugte 500 dollar af sin egen løn, et uhyre beløb for sin tid, på at stifte en hjælpeordning for at forsyne tropperne. Hans rejse til Frankrig med John Laurens bragte i 1781 penge, tøj og ammunition med hjem. Det var forsyninger, som havde afgørende indflydelse på revolutionens udfald.
Paine appellerede også til de enkelte stater om at samarbejde for hele nationens bedste. I Public Good fra 1780, tilskyndede han til et nationalt rådsmøde for at afhjælpe den utilstrækkelige forfatningslignende Articles of Confederation og etablere en central regering med en landsdækkende forfatning.
Hen mod afslutningen af den amerikanske revolution stod Paine igen uden penge. Selv om hans patriotiske værker var solgt i i hundredtusindvis, havde Paine nægtet at modtage betaling for at de kunne få større udbredelse. I en anmodning, som blev støttet af Washington, til Kongressen, bad han om økonomisk støtte. Den blev syltet af Paines modstandere i Kongressen (slaveejere og troende), men Pennsylvania gav ham 500 dollar og en gård i New Rochelle. (De 500 dollar svarede til, hvad Paine havde givet til den amerikanske revolutionshær).

## Efter Den amerikanske uafhængighedskrig
Paine forsøgte sig på sin gård som opfinder og arbejdede blandt andet på at udvikle en ny brokonstruktion. Han rejste til Europa i 1787 for at sælge sin plan om at bygge en bro over floden Schuylkill ved Philadelphia. I Europa kastede han sig dog over andre ting og udgav i december 1789 et anonymt skrift, der advarede mod premierminister Pitts forsøg på at drage England ind i krigen mellem Frankrig og Holland og gjorde opmærksom på, at krig medførte kun én ting med sikkerhed, nemlig øgede skatter. Men det var den franske revolution, som optog hans tanker.
Han blev oprørt over Edmund Burkes angreb på den franske befolknings opstand i hans Reflections on the Revolution in France, og selv om Paine var glad for Burkes støtte til den amerikanske revolution, udgav han straks sin reaktion i Rights of Man i marts 1791. Den vakte øjeblikkelig opsigt. Der blev trykt i mindst otte udgaver i 1791, og den blev straks udgivet i USA, hvor det blev udbredt af politiske selskaber. Burke svarede, og Paine svarede igen med Rights of Man, Part II, i februar 1792.
Det, der begyndte som et forsvar for den franske revolution, udviklede sig til en analyse af de fundamentale årsager til utilfredshed i de europæiske samfund og en kur mod onderne forårsaget af vilkårligt styre, fattigdom, analfabetisme, arbejdsløshed og krig. Paine talte for republik frem for monarki og fremlagde en plan for almen uddannelse, fattighjælp, pension til de gamle og beskæftigelsesarbejde til de arbejdsløse. Den skulle finansieres af en progressiv indkomstskat. Den herskende klasse opfattede Paines forslag som en opfordring til revolution, og styret forbød hans bog og smed forlæggeren i fængsel. Paine blev selv tiltalt for landsforræderi og en arrestordre udsendt, men Paine var allerede på vej til Frankrig i forbindelse med hans valg til Nationalforsamlingen. Paine blev derfor tiltalt in absentia og fundet skyldig i at udgive oprørske smædeskrifter og derefter erklæret lovløs. Hans Rights of Man blev forbudt for altid.
I Frankrig hyldede Paine monarkiets afskaffelse, men beklagede hetzen mod royalisterne og forsøgte uden held at redde Ludvig 16. ved at foreslå udvisning frem for henrettelse. Paine måtte betale for sine anstrengelser for at redde kongens liv, da de radikale tog magten ledet af Robespierre. Paine blev kastet i fængsel i december 1793 og først løsladt i november 1794 efter Robespierres fald, og syg blev han genindsat i Nationalforsamlingen.
Under sin fængsling udgav Paine i 1794 første del af Age of Reason (anden del kom to år efter). Bogen gav ham ry blandt ortodokse for at være ateist, selv om han gav udtryk for at tro på et guddommeligt væsen, og han som deist kun modsatte sig den organiserede religion. Hans sidste store skrift, Agrarian Justice fra 1797, der angreb ulighederne i besiddelsen af fast ejendom, gav ham yderligere mange fjender i de højere kredse.
Paine blev i Frankrig til 1802, da han rejste til USA. Her erfarede han, at hans tjenester for landet slet ikke var glemt, og at han blev anset for en af verdens største dissidenter. På trods af hans fattigdom og dårlige tilstand, som blev forværret af lejlighedsvis alkoholisme, fortsatte Paine sine angreb på privilegier, særrettigheder og overtro.
Han døde i New York 1809 og blev begravet på sin gård i New Rochelle. Ti år efter bragte den politiske journalist William Cobbett hans jordiske rester til England for at give ham en ærefuld begravelse som tak for hans kamp for menneskeheden. Planen gik i vasken, og hans ben gik tabt og blev aldrig genfundet. (Hans rester påstås at have været på auktion i Australien i 2000).[kilde mangler]